# Castello di Giaggiolo
Das Castello di Giaggiolo, auch Castello di Ghiacciolo oder Castello di Ghiaggiòlo, ist die Ruine einer mittelalterlichen Höhenburg beim Ortsteil Voltre der Gemeinde Civitella in der italienischen Region Emilia-Romagna. Sie liegt im tosko-emilianischen Apennin, etwa 30 km entfernt von Forlì auf 468 m im Einzugsgebiet des Flusses Ronco.

## Geschichte
Dort lag der Hauptort der alten Grafschaft Appennino romagnolo, eines Lehens an der Grenze zwischen den heutigen Regionen Emilia-Romagna und Toskana.
Von der Burg, die einst ziemlich bekannt war, blieben nur Reste, von denen die starke, achteckige Bastion besonders bemerkenswert ist.
Auch Guido I. da Montefeltro, der 1263 Manentessa di Ghiaggiolo geheiratet hatte, erhielt den Titel eines Grafen von Ghiaggiolo nach dem Tod seines Schwagers Uberto. Die Lage im nördlichen Apennin hätte es ihm und den Bewohnern von Forlì, beide Ghibellinen, erlaubt, sich gegenseitig zu unterstützen. „Darüber hinaus hatte der Titel eines Grafen von Ghiaggiolo Guido die Möglichkeit eröffnet, das Bürgerrecht von Forlì zu erhalten, das ihm sehr am Herzen lag.“
Die Burg, die bereits 1021 urkundlich erwähnt wird, war der Sitz eines Zweiges der Malatestas, der sich Giaggiolo nannte und dessen Familienoberhaupt Paolo Malatesta war, den Dante Alighieri zusammen mit Francesca da Polenta im V. Gesang des Inferno erwähnt hat. Hier wurde Dantes Jugendliebe Orabile Beatrice (1255–ca. 1303), Tochter der Grafen Severi di Giaggiolo und Gattin von Paolo Malatesta, geboren.
Der Sohn von Paolo Malatesta namens Uberto, Graf von Giaggiolo, wurde 1324 wegen Verrats getötet, da er der Partei der Ghibellinen beitrat.
Eine Kopie des Statuts des Castello di Giaggiolo von 1376 ist im bischöflichen Archiv von Sansepolcro erhalten.